# Линейные корабли типа «Эрзац Монарх»
Линейные корабли типа «Эрзац Монарх» (нем. Ersatz Monarch-Klasse) — тип линейных кораблей, планировавшихся к принятию на вооружение ВМС Австро-Венгрии в период Первой мировой войны. Ни один из кораблей серии не был заложен на стапеле.

## История проектирования
Изначально идея создания ещё одной группы дредноутов для Австро-Венгерского флота была преподнесена не военно-морскими кругами страны, а заводом «Шкода» в Пльзене, главным производителем артиллерии для ВМС. После окончания изготовления всех орудийных башен для четырёх линкоров типа «Вирибус Унитис», представители завода предложили создание 345-мм двух- и трёхорудийных башен, мотивируя это необходимостью поддержания навыков производства высокотехнологичных артиллерийских систем. Военно-морской отдел Военного министерства отклонил первоначальные проекты фирмы из-за ряда мелких недостатков. Вместе с тем, с целью противодействия растущему влиянию «Шкоды», военно-морские круги 3 июня 1911 выдвинули свои технические условия для дредноутов нового поколения. Согласно первоначальным условиям, водоизмещение будущих линкоров ограничивалось из-за возможностей плавучего дока № 1, способного принять корабли водоизмещением не более 23 800 тонн. Артиллерия главного калибра должна была составлять 10 орудий калибром 305 ми в проекте «A» и 10 орудий калибром 345 мм в проекте «B». К декабрю 1911 Морской Технический Комитет предложил свои проекты под условия «A» и «B». Вскоре, однако, выяснилось, что оба проекта выходят за рамки максимального водоизмещения и поэтому были переработаны с урезанием квартердека.
В декабре 1911 представители частных фирм вновь решили показать своё превосходство и представили не менее 26 проектов новых линейных кораблей. Свои варианты представили фирмы Danubius, CTT, CNT и военно-морской инженер Сильвиус Морин. Но главный кораблестроитель флота Питцингер вновь не пожелал сдаваться, и все проекты были отклонены. Тем временем, разработка нового артиллерийского орудия фирмой «Шкода» привела к увеличению калибра орудия с 345 до 350 мм, при этом одной из причин этого стала возможная унификация с германским калибром 350 мм, планировавшимся к принятию на вооружение на линейных крейсерах типа «Макензен».
В январе 1912 года Морской Технический Комитет представил очередной проект, с 10 350-мм орудиями главного калибра в двух трёхорудийных и двух двухорудийных башнях, расположенных линейно-возвышенно в оконечностях корабля. Водоизмещение составляло 24 500 тонн. Однако инженеры понимали, что проект окажется явно несбалансированным без увеличения водоизмещения, что нашло отражение в последующих проектах. Сначала оно возросло до 29 600 тонн (12 350-мм орудий), а потом и до 32 000 тонн (13 350-мм орудий). Но, в конце концов, был принят вариант водоизмещением 24 500 тонн и с вооружением из 10 350-мм и 15 150-мм орудий.
Промышленные предприятия — строители кораблей и производители оборудования, как и в случае со строительством предшествующего типа «Вирибус Унитис», имели собственные интересы: им необходимо было получить заказы. При этом они желали, также, как и в случае с предшествующим типом, начать строительство до отпущения бюджетных средств, в кредит. Этому воспрепятствовало венгерское министерство финансов. В итоге 4 корабля было решено строить по программе бюджета 1914-1915 годов. В конце июня 1914 предприятия STT и Danubius получили заказы на строительство первых двух единиц серии, получивших номера VIII и IX соответственно. Начавшаяся мировая война, однако, заставила отложить закладку, которая в итоге так и не была произведена.

## Список кораблей типа[4]
| Название      | Верфь-строитель         | Предполагавшаяся дата закладки | Предполагавшаяся дата принятия на вооружение | Судьба                 |
| ------------- | ----------------------- | ------------------------------ | -------------------------------------------- | ---------------------- |
| «Линкор VIII» | STT, Триест             | 1 июля 1914                    | 30 июня 1917                                 | Закладка не состоялась |
| «Линкор IX»   | Ganz&co Danubius, Фиуме | 1 января 1915                  | 31 декабря 1917                              | Закладка не состоялась |
| «Линкор X»    | STT, Триест             | 1 июня 1916                    | 31 мая 1919                                  | Закладка не состоялась |
| «Линкор XI»   | Ganz&co Danubius, Фиуме | 1 июня 1916                    | 31 мая 1919                                  | Закладка не состоялась |